# 阿卜杜·卡林·阿卜杜拉·阿拉斯
阿卜杜·卡林·阿卜杜拉·阿拉斯（1934年—2006年，阿拉伯语：‎），在1978年6月24日至7月18日曾担任也门阿拉伯共和国总统。他的前任是艾哈迈德·侯赛因·加什米，继任是阿里·阿卜杜拉·萨利赫。
他从1978年起还担任过北也门副总统和宪法人民议会发言人。
阿拉斯在任期内没有替换总理阿卜杜勒·阿齐兹·加尼。
他死于2006年6月10日。